# Friedrich Fritz (Widerstandskämpfer)
Friedrich Fritz (* 20. September 1888 in Albrechts OT von Suhl; † 19. April 1945 bei Flossenbürg) war ein kommunistischer Widerstandskämpfer gegen den Nationalsozialismus, der auf dem Todesmarsch von Ichtershausen Richtung Flossenbürg den unmenschlichen Transportbedingungen erlag.

## Leben
Nach dem Besuch der Volksschule hat er den Beruf des Drehers erlernt. Frühzeitig wurde er politisch aktiv, betätigte sich als Mitglied im Freidenkerverband, im Deutschen Metallarbeiter-Verband (DMV) und in der KPD. Er beteiligte sich an den Kämpfen gegen den Kapp-Putsch und gehörte zum Aktionsausschuss zum Aufruf für einen Generalstreik. Bei seinen Arbeitskollegen im Mercedes-Werk Suhl fand er Vertrauen und wurde von ihnen in den Betriebsrat gewählt. Im Jahre 1931 kam er mit anderen Kommunisten auf die Entlassungsliste der Betriebsleitung. 1932 beschafften sich die Albrechtser KPD-Mitglieder eine Schreibmaschine und ein Kopiergerät, auf denen sie bis zur Beschlagnahme im April 1933 die Dorfzeitung „Der Besenbinder“ herausgaben. Bei den Märzwahlen 1933 stellte die KPD sieben Gemeindevertreter, zu denen auch Friedrich Fritz gehörte. Das erfuhr er aber erst später, da er schon am 7. März zur „Schutzhaft“ in Untermaßfeld eingeliefert wurde. Nach seiner Entlassung unterschrieb er einen Revers mit der Bestätigung, dass er sich nicht mehr politisch betätigen würde. An diese Erklärung fühlte er sich jedoch nicht gebunden, sondern setzte seine Aufklärungsarbeit fort bis zur Verhaftungsaktion der Gestapo am 8. Juni 1944, bei der 13 Personen aus Albrechts festgenommen wurde, Fritz direkt an seinem Arbeitsplatz in der Werkstatt Reitz & Recknagel. Gefesselt und mit verbundenen Augen wurde er in die ehemalige Gendarmerieschule Suhl gebracht und von dort per Lkw in die Landesstrafanstalt Ichtershausen. Nach dem Befehl zur Evakuierung der KZ und Strafanstalten vom März 1945 wurde auch er mit den anderen Häftlingen aus Ichtershausen in Marsch gesetzt nach Tschechien und von dort nach Flossenbürg, ein Weg, auf dem bereits einigen Häftlingen die Flucht gelang. Er war aber schon zu sehr geschwächt und wurde deshalb von seinen Haftkameraden August Weiß und Kurt Köhler auf einem Leiterwagen liegend in der Kolonne transportiert. Hier starb er total geschwächt. Die übrige Kolonne wurde weitergetrieben in Richtung Dachau.
Friedrich Fritz schloss die Ehe mit Anna Bries und wurde der Vater von drei Kindern. Erich, der Sohn von Friedrich Fritz, ermittelte später, dass im Standesamt als Todeszeitpunkt der 19. April 1945 eingetragen wurde.

## Erinnerung
Auf dem Albrechtser Friedhof Am Bock erinnert ein Gedenkstein an ihn.